# Rhus hartmanii
Rhus hartmanii är en sumakväxtart som beskrevs av Fred Alexander Barkley. Rhus hartmanii ingår i släktet sumaker, och familjen sumakväxter. Inga underarter finns listade i Catalogue of Life.